# 須美江家族旅行村

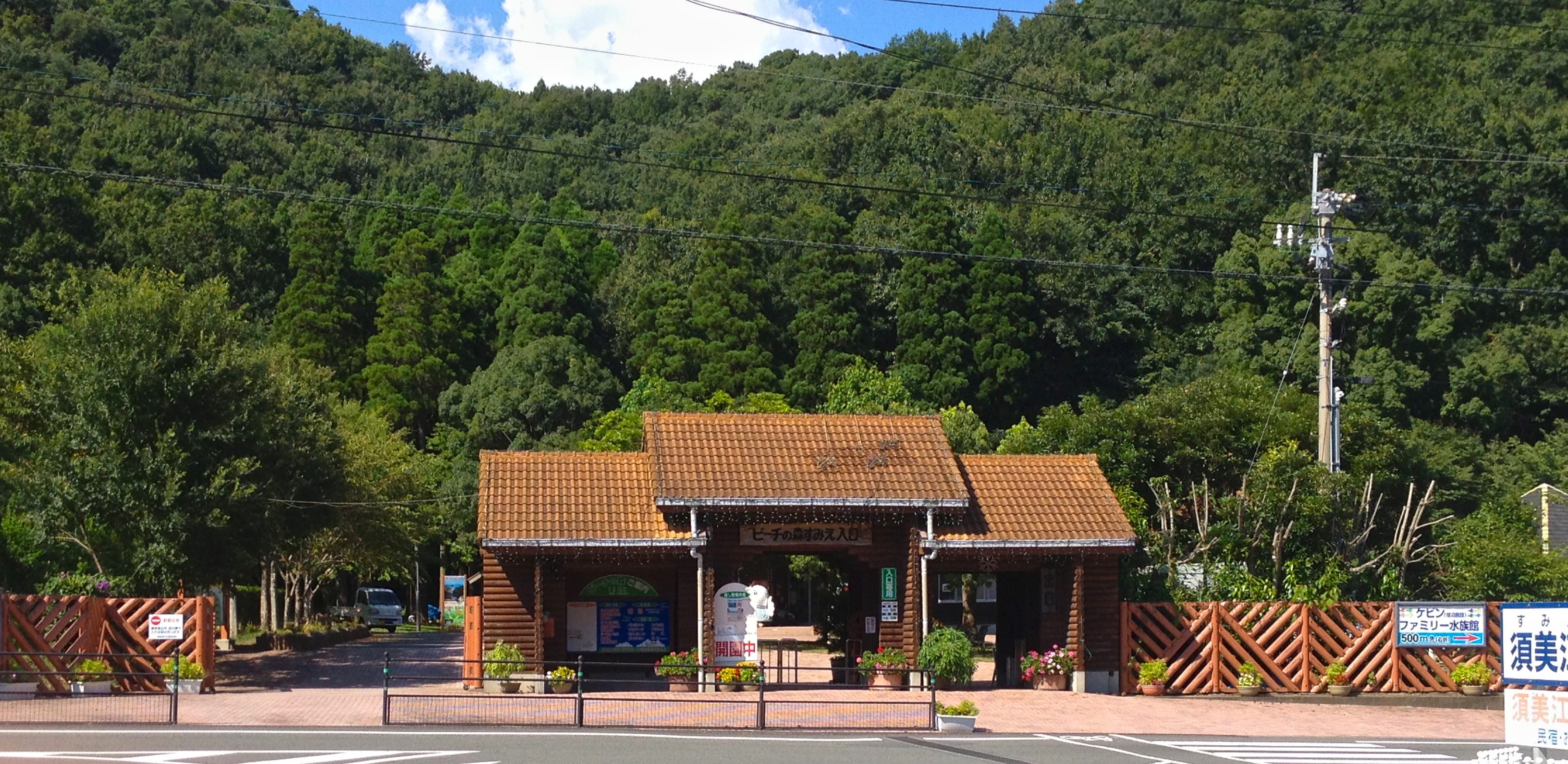
ビーチの森すみえ

須美江家族旅行村（すみえかぞくりょこうむら）は、宮崎県延岡市須美江町にある滞在型総合レジャー施設である。

## 概要
当施設は国道388号の沿線にあり、日豊海岸国定公園のほぼ中央部に位置する。須美江海水浴場を中心に宿泊施設と多目的広場、テニスコート、パターゴルフ、キャンプ場、水族館、ビーチの森すみえには大型すべり台や草スキーなど様々なレジャー施設が存在し、大自然をのびのびと堪能することができる。
東九州自動車道からアクセスする際には須美江インターチェンジが最寄りであるが、宮崎方面のみ乗降可能なハーフインターであるため、大分方面からアクセスする場合には一つ手前の北浦インターチェンジが最寄りとなる。

## 施設
- 須美江海水浴場 - 快水浴場百選
- ケビン
- 台つきキャンプ場・オートキャンプ場
- パターゴルフ
- ファミリー水族館
- ビーチの森すみえ

## 周辺道路
- 国道388号
- 宮崎県道240号日豊海岸北川線
- 宮崎県道243号須美江インター線[3]
- E10 東九州自動車道
  - 須美江インターチェンジ - 熊本・宮崎方面からの最寄りインター
  - 北浦インターチェンジ - 大分・佐伯方面からの最寄りインター